# ماكس دي بوم
ماكس دي بوم (بالهولندية: Max de Boom)‏ هو لاعب كرة قدم هولندي، ولد في 17 فبراير 1996 في أوترخت في هولندا. لعب مع بي إي سي زفوله.

## وصلات خارجية
- ماكس دي بوم على موقع قاعدة بيانات كرة القدم.إي يو (الإنجليزية)
- ماكس دي بوم على موقع Soccerway.com (الإنجليزية)